# Predsednik vlade Sirije
Predsednik vlade Sirije je vodja vlade Sirske arabske republike. Imenuje ga predsednik Sirije, poleg tega pa tudi druge ministre in člane vlade, ki jih priporoča novi premier. Ljudski svet Sirije nato odobri zakonodajni program nove vlade, preden nova vlada formalno nastopi svojo funkcijo. Ustavnopravnih omejitev mandata premierja ni, možno je opravljati več zaporednih mandatov.

## Seznam
Glej članek: Seznam predsednikov vlade Sirije